# Kaluđerica
Pour l’article homonyme, voir Kaluđerica (Petrovo).
Kaluđerica (en serbe cyrillique : Калуђерица) est une localité de Serbie située dans la municipalité de Grocka et sur le territoire de la Ville de Belgrade, capitale de la Serbie. Au recensement de 2011, elle comptait 26 904 habitants.
Kaluđerica est située non loin de 8 km à l'est de Belgrade. Son nom signifie « la ville du moine ». Cette localité porte bien son nom car on y retrouve une église serbe orthodoxe, la Saint Joachim et Anne. 
Elle possède également une école primaire nommée Aleksa Šantić située au cœur du village depuis 1980 où elle a été rénovée. 

## Présentation

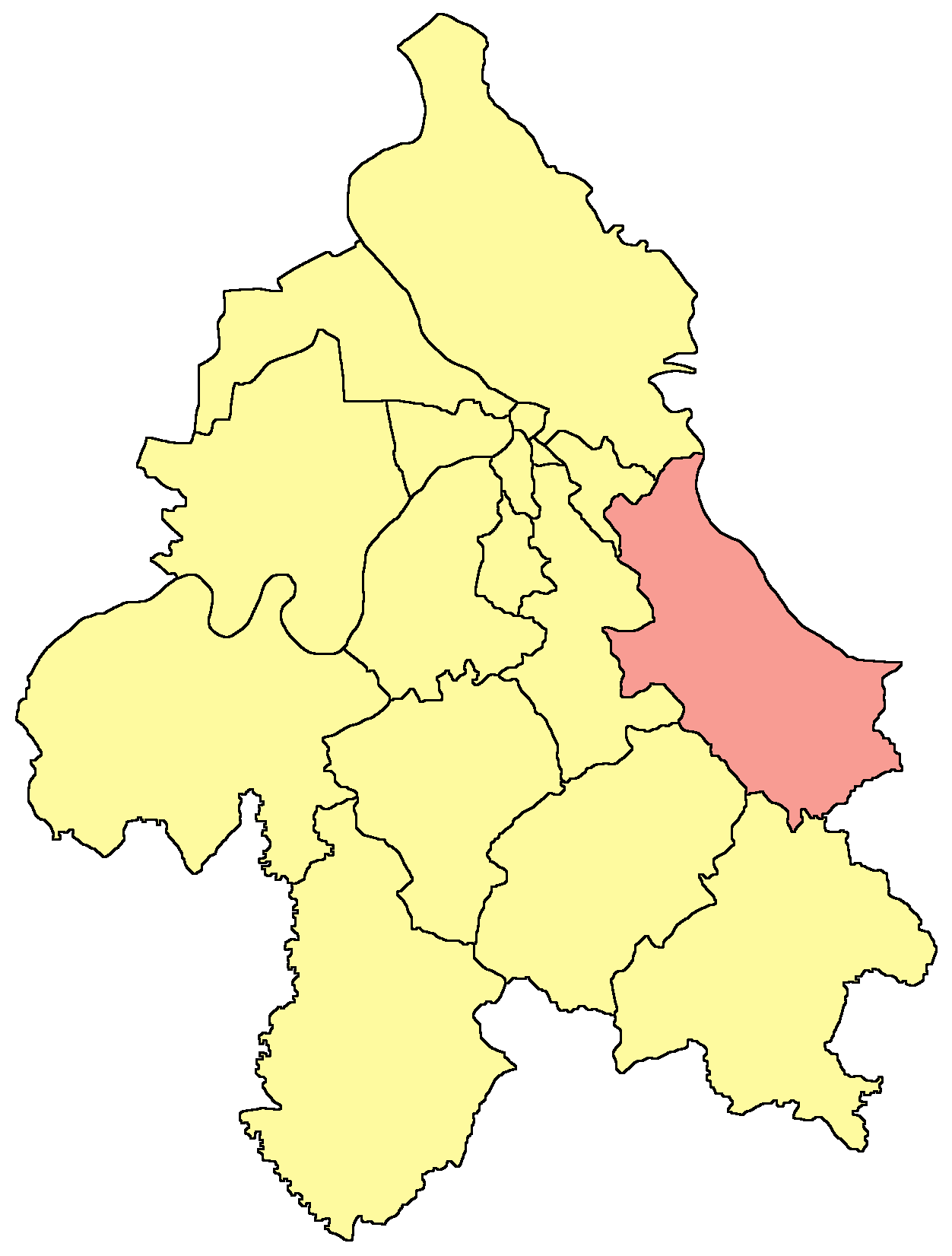
Localisation de la municipalité de Grocka dans la Ville de Belgrade

Kaluđerica connaît une croissance démographique parmi les plus spectaculaires de Serbie qui s'explique par un afflux de réfugiés en provenance de Bosnie-Herzégovine, de Croatie et du Kosovo. Beaucoup de ces réfugiés sont plus ou moins illégaux. La Compagnie de Transports Publics de la Ville de Belgrade (GSP) et les Télécommunications de Serbie, en s'appuyant sur le nombre de leurs usagers, estiment le chiffre de la population entre 45 000 et 50 000 habitants[réf. nécessaire]. Les conditions de vie de ces habitants sont souvent rudimentaires.

### Klenak
La partie orientale de Kaluđerica est connue sous le nom de Klenak. Ce faubourg est le point le plus élevé de la localité ; il offre ainsi un point de vue sur le reste de Kaluđerica. Klenak s'est développé le long de l'autoroute Belgrade-Niš (route européenne E75) et, de ce fait, se prolonge dans la municipalité de Zvezdara et forme un ensemble avec Mali Mokri Lug. Un pont sur l'autoroute relie Klenak et Mali Mokri Lug à Veliki Mokri Lug, localité qui s'est étendue de l'autre côté de l'autoroute.

## Démographie

### Évolution historique de la population
| 1948 | 1953  | 1961  | 1971  | 1981   | 1991   | 2002   | 2011   |
| ---- | ----- | ----- | ----- | ------ | ------ | ------ | ------ |
| 934  | 1 011 | 1 066 | 1 909 | 12 435 | 18 326 | 22 248 | 26 904 |

|  |

### Données de 2002
Pyramide des âges (2002)
En 2002, l'âge moyen de la population était de 34,9 ans pour les hommes et 35,2 ans pour les femmes.
Répartition de la population par nationalités (2002)
En 2002, les Serbes représentaient 91,70 % de la population et les Monténégrins 1,06 %.

### Données de 2011
En 2011, l'âge moyen de la population était de 38,1 ans, 37,7 ans pour les hommes et 38,4 ans pour les femmes.